# Walancina Łuzina
Walancina Michajłauna Łuzina (biał. Валянціна Міхайлаўна Лузіна, ros. Валентина Михайловна Лузина, Walentina Michajłowna Łuzina; ur. 31 marca 1952 w Zdzięciole) – białoruska nauczycielka, działaczka państwowa i polityczka, w latach 2008–2012 deputowana do Izby Reprezentantów Zgromadzenia Narodowego Republiki Białorusi IV kadencji.

## Życiorys
Urodziła się 31 marca 1952 roku w osiedlu typu miejskiego Zdzięcioł, w obwodzie grodzieńskim Białoruskiej SRR, ZSRR. Ukończyła Grodzieński Państwowy Instytut Pedagogiczny, Mińską Wyższą Szkołę Partyjną i Grodzieński Uniwersytet Państwowy. Pracę rozpoczęła jako nauczycielka języka rosyjskiego i literatury w Szkole Średniej Nr 3 w Oszmianie. Następnie pracowała jako instruktorka, zastępczyni kierownika wydziału Oszmiańskiego Komitetu Rejonowego Komunistycznej Partii Białorusi (KPB), kierowniczka wydziału, sekretarz Iwiejskiego Komitetu Rejonowego KPB, wychowawczyni, psycholożka praktyczna Iwiejskiej Uzupełniającej Szkoły-Internatu, zastępczyni przewodniczącego Oszmiańskiego Rejonowego Komitetu Wykonawczego.
27 października 2008 roku została deputowaną do Izby Reprezentantów Zgromadzenia Narodowego Republiki Białorusi IV kadencji z iwiejskiego okręgu wyborczego nr 53. Pełniła w niej funkcję członkini Stałej Komisji ds. Międzynarodowych i Kontaktów z Wspólnota Niepodległych Państw. Od 13 listopada 2008 roku była członkinią Narodowej Grupy Republiki Białorusi w Unii Międzyparlamentarnej.
Będąc deputowaną, Walancina Łuzina organizowała regularne, comiesięczne spotkania z mieszkańcami w Oszmiańskiej Centralnej Bibliotece Rejonowej, w czasie których rozmawiała o problemach regionu. Uczestniczyła też w lokalnych uroczystościach związanych z białoruską kulturą, np. w Żupranach z okazji 170. rocznicy narodzin Franciszka Bahuszewicza. Później, już po zakończeniu pracy w Izbie, nadal brała udział w wydarzeniach kulturalnych związanych z regionem Oszmiany, także tych, które organizowały środowiska niezależne od władzy i kojarzone z opozycją.

## Nagrody i odznaczenia
- Medal Jubileuszowy „60 Lat Wyzwolenia Republiki Białorusi od Niemiecko-Faszystowskich Najeźdźców”[1];
- Medal Jubileuszowy „60 Lat Zwycięstwa w Wielkiej Wojnie Ojczyźnianej Lat 1941–1945”[1];
- Medal Jubileuszowy „90 Lat Sił Zbrojnych Republiki Białorusi”[1];
- Gramota Pochwalna Rady Ministrów Republiki Białorusi[1];
- Honorowa Obywatelka miasta Oszmiana (25 czerwca 2013) – za wieloletnią sumienną pracę, znaczący wkład osobisty w rozwój sfery socjalnej rejonu oszmiańskiego[7].